# Hämten
Hämten är en sjö i Eksjö kommun i Småland och ingår i Emåns huvudavrinningsområde. Sjön är 5,5 meter djup, har en yta på 0,0786 kvadratkilometer och är belägen 201,1 meter över havet.

## Delavrinningsområde
Hämten ingår i det delavrinningsområde (638919-144806) som SMHI kallar för Utloppet av Långanäsasjön. Avrinningsområdets medelhöjd är 207 meter över havet och ytan är 13,05 kvadratkilometer. Räknas de 4 delavrinningsområdena uppströms in blir den ackumulerade arean 64,58 kvadratkilometer. Allmänningsån (Lidbroån) som avvattnar avrinningsområdet har biflödesordning 2, vilket innebär att vattnet flödar genom totalt 2 vattendrag innan det når havet efter 182 kilometer. Delavrinningsområdet består mestadels av skog (58 procent) och jordbruk (13 procent). Avrinningsområdet har 1,72 kvadratkilometer vattenytor vilket ger det en sjöprocent på 13,2 procent. Bebyggelsen i området täcker en yta av 0,12 kvadratkilometer eller 1 procent av avrinningsområdet.